# 橘則光
橘 則光（たちばな の のりみつ）は、平安時代中期の貴族。橘氏長者・中宮亮・橘敏政の長男。官位は従四位上・陸奥守。清少納言の夫として知られる。

## 経歴
母が花山天皇の乳母であり、彼も天皇の乳母子の1人でもあったが、寛和2年（986年）に寛和の変が発生し、花山天皇は退位・出家してしまった。一条朝の長徳元年（995年）六位蔵人に任ぜられると、蔵人の傍らで修理亮・左衛門尉（検非違使尉）等も務めた。
長徳4年（998年）従五位下に叙爵すると、長保3年（1001年）には花山院臨時御給により従五位上に叙せられている。のち、寛弘3年（1006年）土佐守に任ぜられたほか、寛仁年間（1017年 - 1021年）に陸奥守を務めるなど、受領として地方官を歴任。一方で藤原斉信の家司も務めた。

## 人物
盗賊に襲われるが、かえって取り押さえた（あるいは斬り殺した）話が伝えられ、武勇に優れ胆力もあった人物とされる（『江談抄』『今昔物語集』『宇治拾遺物語』）。一方、則光の妻、清少納言の作『枕草子』78・80ではやや気弱な人物として描かれている。
『金葉和歌集』と『続詞花和歌集』に1首づつが採録されている勅撰歌人であり、『後拾遺和歌集』1156の詞書の中にもその名が見られる。一方で『枕草子』では、和歌に弱く和歌を読みかけるなら絶交するという、風流を避ける態度を取っているが、さすがに文学面で清少納言と対比すると均衡が取れなかった様子が窺われる。

## 官歴
注記のないものは『枕草子勘物』による。
- 長徳元年（995年） 正月11日：六位蔵人
- 長徳2年（996年） 正月25日：兼修理亮[8]
- 長徳3年（997年） 正月：左衛門尉、検非違使宣旨
- 長徳4年（998年） 正月7日：従五位下?[9]
- 長保3年（1001年） 正月29日：従五位上（花山院臨時御給）[10]。日付不詳：遠江権守
- 長保4年（1002年） 3月5日：見遠江介[11]
- 寛弘3年（1006年） 日付不詳：土佐守[12]
- 寛弘8年（1011年） 12月17日：前土佐守[13]
- 寛仁3年（1019年） 7月25日：見陸奥守[13]
- 万寿5年（1028年） 9月6日：前陸奥守[13]

## 系譜
- 父：橘敏政
- 母：右近尼 - 花山院乳母
- 妻：清少納言 - 清原元輔の娘
  - 男子：橘則長（982年 - 1034年）
- 妻：光朝法師母 - 橘行平の娘
  - 男子：橘季通
  - 男子：光朝
- 生母不明の子女
  - 男子：橘好任
  - 女子：藤原範基室[14]